# Vidre de borosilicat

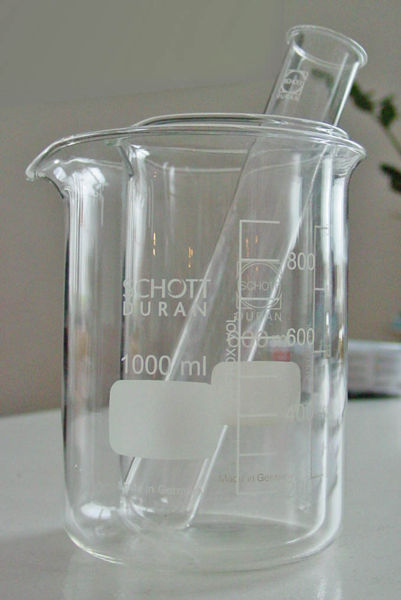
Material de laboratori fabricat amb vidre borosilicat Schott.

 Vidre de borosilicat  és un tipus particular de vidre, més conegut amb els noms comercials de Pyrex, Kimax o Endural.
Va ser desenvolupat per primera vegada pel vidrier alemany Otto Schott a final del segle xix i venut sota el nom de "Duran" el 1893. Després, quan Corning Glass Works desenvolupà Pyrex el 1915, aquest es va convertir en un sinònim de vidre borosilicat en el món de parla anglesa.
A més del silici, el carbonat de sodi i el carbonat de calci usat tradicionalment en la fabricació de vidre, el bor és usat en la manufactura d'aquest vidre. Normalment la seva composició és: 70% sílice, 10% òxid bòric, 8% òxid de sodi, 8% òxid de potassi, i 1% òxid de calci.
Encara que és més difícil de fer que el vidre tradicional, és econòmic produir per la seva durabilitat i la seva resistència calòrica i química. Troba un excel·lent ús en l'equipament de laboratoris de química, cuina, il·luminació i, en certs casos, finestres.

## Característiques físiques
El vidre de borosilicat té un coeficient de dilatació d'aproximadament un terç del vidre comú. Encara que això el fa més resistent que altres vidres a xoc tèrmic, també pot esquerdar-se o trencar-se en sotmetre's a variacions ràpides de temperatura.
El vidre borosilicat comença a estovar-se prop dels 821 °C; a aquesta temperatura la viscositat del vidre Pyrex 7740 (un tipus de vidre borosilicat) és de 10  7,6  poise.
El vidre borosilicat té una densitat de 2,23 g/cm  3  inferior a la del vidre comú (2,57 g/cm  3 ).
Des del punt de vista òptic, els vidre borosilicat són vidres crown amb baixa dispersió (nombre d'Abbe al voltant de 65), i índexs de refracció relativament baixos (1.51- 1.54 en el rang visible).